# 道拉尼
道拉尼，是匈牙利绍莫吉州所辖的一个村。总面积28.10平方公里，总人口918，人口密度32.7人/平方公里（2011年1月1日）。